# Scheiden van veranderlijken
Scheiden van veranderlijken (ook bekend als scheiden van variabelen) is een methode om bepaalde differentiaalvergelijkingen op te lossen. Differentiaalvergelijkingen spelen een rol in vele problemen in de natuurkunde, de techniek, enzovoort. De volgende voorbeelden laten zien hoe men differentiaalvergelijkingen in een paar eenvoudige gevallen, waar een exacte oplossing bestaat, op kan lossen.

## Scheidbare eerste-orde lineaire gewone differentiaalvergelijkingen
Een scheidbare lineaire gewone differentiaalvergelijking van de eerste orde heeft de algemene vorm:
{\displaystyle {\frac {\mathrm {d} y}{\mathrm {d} t}}+f(t)g(y)=0}
Wanneer de differentiaalvergelijking wordt geschreven door middel van differentialen {\displaystyle \mathrm {d} y,\,\mathrm {d} x} in plaats van door een afgeleide {\displaystyle \mathrm {d} y/\mathrm {d} x} neemt men als algemene vorm:
{\displaystyle p(x)\,\mathrm {d} x+q(y)\,\mathrm {d} y=0}
De ene vorm kan makkelijk in de andere worden omgezet, zodat ze geheel gelijkwaardig zijn.

### Eenvoudig geval
Indien de functie {\displaystyle g(y)} van de vorm {\displaystyle g(y)=y} is, wordt dit:
{\displaystyle {\frac {\mathrm {d} y}{\mathrm {d} t}}+f(t)y=0}
waar {\displaystyle f(t)} een willekeurige bekende functie is. Deze functie kan gevonden worden door het scheiden van veranderlijken: het verplaatsen van de {\displaystyle y}-termen naar de ene kant, en de {\displaystyle t}-termen naar de andere kant van de vergelijking,
{\displaystyle {\frac {\mathrm {d} y}{y}}=-f(t)\,\mathrm {d} t}
Door integratie ontstaat:
{\displaystyle \ln |y|=\left(-\int f(t)\,\mathrm {d} t\right)+C}
waarin {\displaystyle C} een constante is. Door machtsverheffing verkrijgt men vervolgens
{\displaystyle y=\pm e^{\left(-\int f(t)\,\mathrm {d} t\right)+C}=\pm e^{-\int f(t)\,\mathrm {d} t}\cdot e^{C}=Ae^{-\int f(t)\,\mathrm {d} t}}
waarin {\displaystyle A} een andere willekeurige constante is. Het is gemakkelijk na te gaan dat dit een oplossing is door deze term in de originele differentiaalvergelijking te substitueren:
{\displaystyle {\frac {\mathrm {d} y}{\mathrm {d} t}}+f(t)y=-f(t)\cdot Ae^{-\int f(t)\,\mathrm {d} t}+f(t)\cdot Ae^{-\int f(t)\,\mathrm {d} t}=0}
Enige uitwerking is nodig omdat {\displaystyle f(t)} niet noodzakelijkerwijs een constante is; de functie is misschien zelfs niet integreerbaar. Men moet iets aannemen over de domeinen van de betrokken functies, voordat de vergelijking volledig gedefinieerd is. Gaat het bijvoorbeeld over complexe functies, of gewone reële functies? De gebruikelijke leerboekaanpak is om eerst de vorming van vergelijkingen te bespreken en dan pas de oplossingsmethoden.

### Algemeen geval
De manier om het algemeen geval op te lossen wordt het eenvoudigst beschreven nadat de differentiaalvergelijking wordt geschreven in de vorm met de differentialen {\displaystyle \mathrm {d} x} en {\displaystyle \mathrm {d} y}:
{\displaystyle p(x)\,\mathrm {d} x+q(y)\,\mathrm {d} y=0}
De oplossing van deze differentiaalvergelijking is elke uitdrukking {\displaystyle F(x,y)} waarvan deze vergelijking de differentiaal is. Dit is het geval voor:
{\displaystyle F(x,y)=P(x)+Q(y)}
waarin {\displaystyle P(x)} een primitieve functie van {\displaystyle p(x)} is en {\displaystyle Q(y)} een primitieve functie van {\displaystyle q(y)}.
De algemene oplossing is dus:
{\displaystyle P(x)+Q(y)=K}

### Voorbeeld
De differentiaalvergelijking:
{\displaystyle {\frac {\mathrm {d} y}{\mathrm {d} x}}=x^{2}\tan(y)}
wordt in differentiaalvorm:
{\displaystyle x^{2}\mathrm {d} x-\cot(y)\,\mathrm {d} y=0}
De algemene oplossing is bijgevolg:
{\displaystyle {\frac {x^{3}}{3}}-\ln(\sin(y))=K}
met {\displaystyle K} een willekeurige constante.

## Software
Xcas: